# چری تیگو ۵
چری تیگو ۵ محصول شرکت چری اتومبیل است که جزو سری تیگو حساب می‌شود؛ این خودرو در ایران از سال ۱۳۹۴ تا ۱۴۰۰ توسط شرکت مدیران خودرو عرضه می‌شد.

## بررسی کلی
این خودرو در نوامبر ۲۰۱۳ و در نمایشگاه خودروی گوانگژو ۲۰۱۳ معرفی شد. این خودرو بعداً در تاریخ ۲۸ نوامبر در بازار چین با قیمت ۱۰۰٬۰۰۰ تا ۱۵۰٬۰۰۰ یوان عرضه شد. این خودرو از لحاظ اندازه بالاتر از مدل تیگو ۳ قرار می‌گیرد.
این خودرو مجهز به یک پیشرانه ۴ سیلندر ۲ لیتری است که با گیربکس ۷ سرعته سی‌وی‌تی جفت می‌شود. از این شاسی‌بلند اقتصادی نمی‌توان انتظار شتاب اولیه و ثانویه خوبی داشت زیرا به‌دلیل نبود سیستم توربوشارژر یا سوپرشارژر این خودرو در مقابل رقبایی مانند جک اس۵ یا هایما اس۷ که از توربوشارژر بهره می‌برند از نظر فنی و شتاب مغلوب می‌سازد.
گیربکس سی‌وی‌تی در حالت تعویض دستی هماهنگی بهتری با پیشرانه دارد و در این حالت اگر دنده را سبک نکنید، دور موتور روی محدوده رد لاین نگه داشته می‌شود تا از حداکثر قدرت پیشرانه استفاده شود.

## مشخصات فنی
| موتور             | ۴ سیلندر ۱۶ سوپاپ                  |
| حجم موتور         | ۱۹۷۱ سی‌سی                          |
| حداکثر قدرت       | ۱۳۹ اسب بخار در ۵۷۵۰ دور در دقیقه  |
| حداکثر گشتاور     | ۱۸۲ نیوتن متر در ۴۳۰۰ دور در دقیقه |
| جعبه دنده         | CVT با ۷ دنده در حالت دستی         |
| شتاب ۰ تا ۱۰۰     | ۱۳ ثانیه                           |
| حداکثر سرعت       | ۱۶۵ کیلومتر در ساعت                |
| وزن               | ۱۵۳۷ کیلوگرم                       |
| اندازه (میلیمتر)  | ۴۵۰۶ طول - ۱۸۴۱ عرض - ۱۷۴۰ ارتفاع  |
| فاصلهٔ بین دو محور | ۲۶۱۰ میلیمتر                       |

## فیس‌لیفت

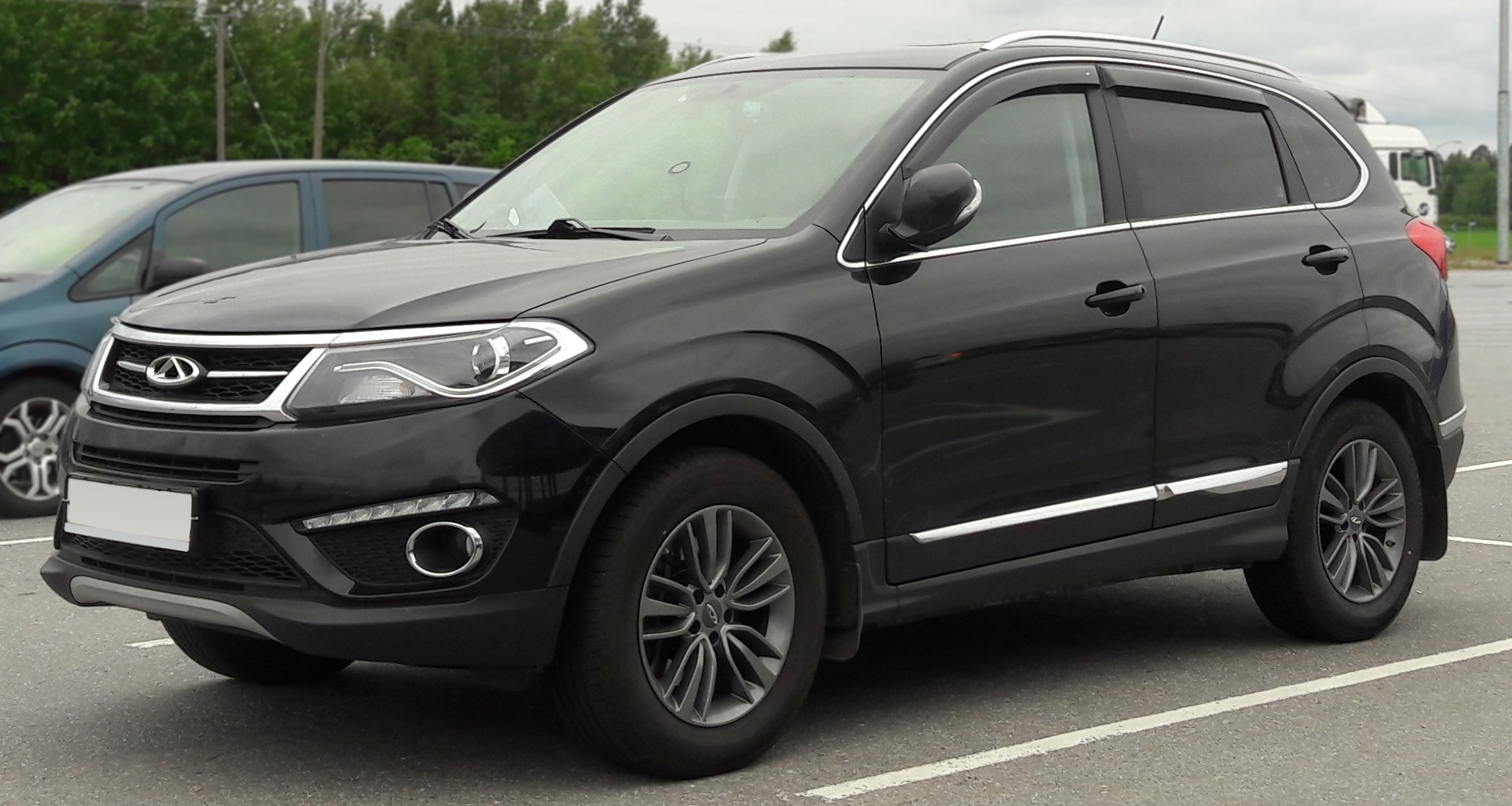

### ۱۳۹۵
در مرتبه اول و در سال ۹۵ فیس لیفتی در ظاهر کلی این خودرو رخ داد که از تغییرات مهم آن نسبت به فیس قبل می‌توان به تغییر در گرافیک چراغ‌های جلو و طراحی مجدد سپر و در صندوق عقب اشاره نمود. البته در کنار این تغییرات آپشن‌های جدیدی نیز از قبیل آینه‌های تاشو برقی و دوربین دینامیک دنده عقب (نمایش خطوط کمکی پارک با حرکت فرمان) به این خودرو اضافه شده بودند.

### ۱۳۹۷
دوسال بعد از اولین فیس لیفت و در سال ۱۳۹۷، دومین فیس لیفت این خودرو انجام شد. البته تغییرات این فیس لیفت بیشتر در داخل کابین و امکانات نمود داشتند. در این فیس لیفت کابین خودرو تریم دورنگ گرفته بود و یک مانیتور ۱۰ اینچی به سبک خودروهای تسلا در وسط داشبورد آن نصب شده بود. از دیگر تجهیزات اضافه شده به این خودرو در مدل سال ۹۷ می‌توان به: نویگیشن، اضافه‌شدن سنسور جلو و سنسور باران و لوگو لایت (یا چراغ خوش‌آمدگویی با آرم چری) زیر درب‌های جلو اشاره کرد. این خودرو در فیس ۹۷ در دو تیپ IE و IL عرضه شد که درواقع تیپ IE همان تیپ اکسلنت و IL نیز همان تیپ لاکچری است که به دلیل اضافه شدن آپشن‌های بیشتر نامشان تغییر یافته‌است.

## نگارخانه

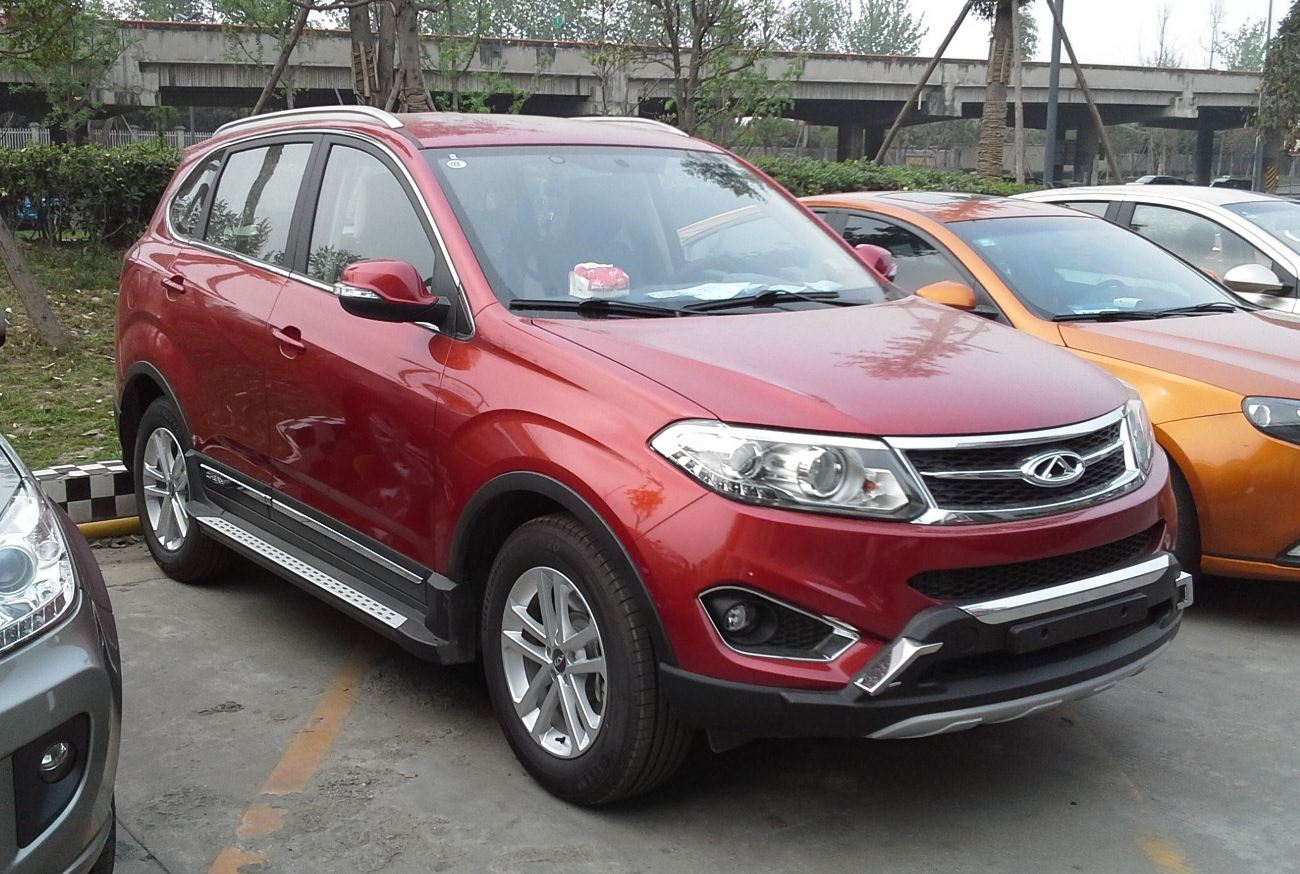
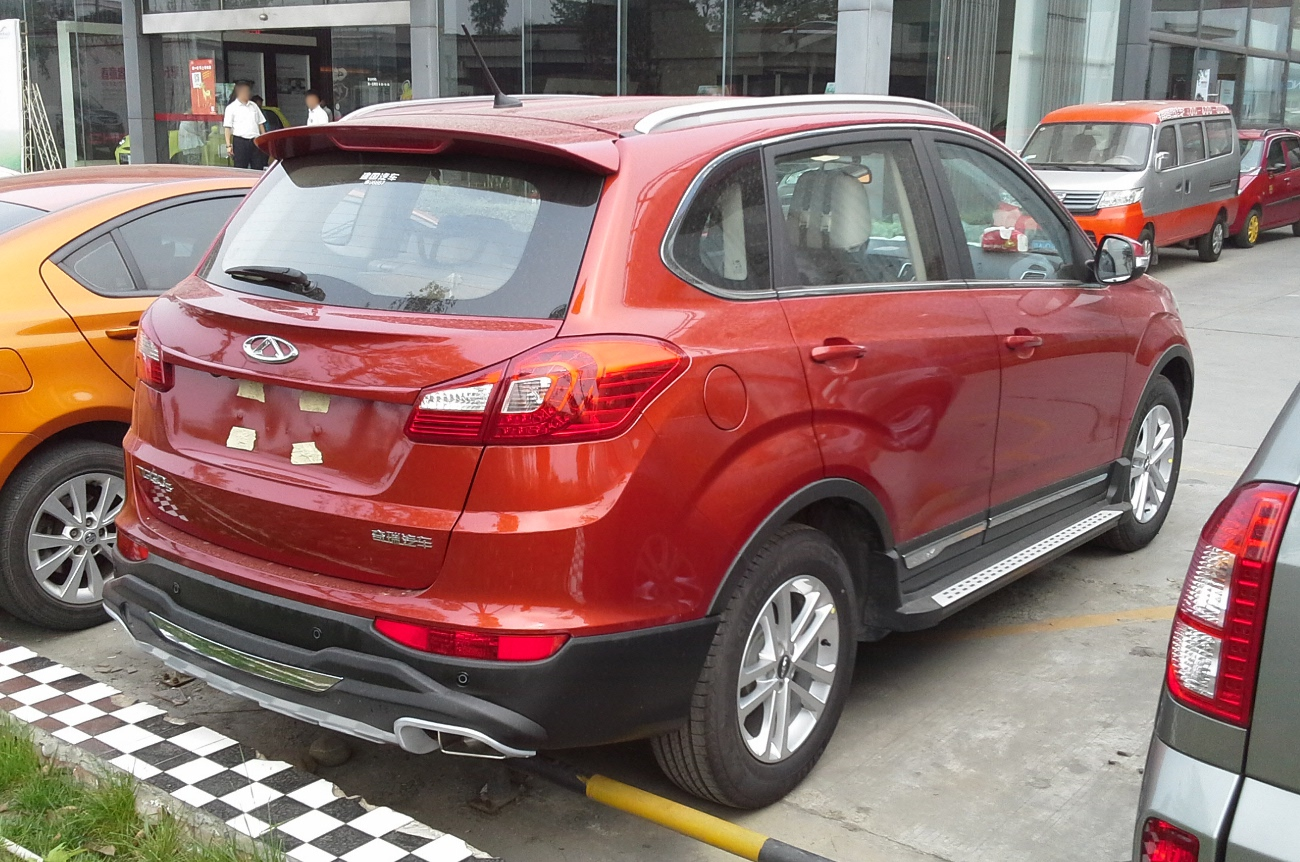
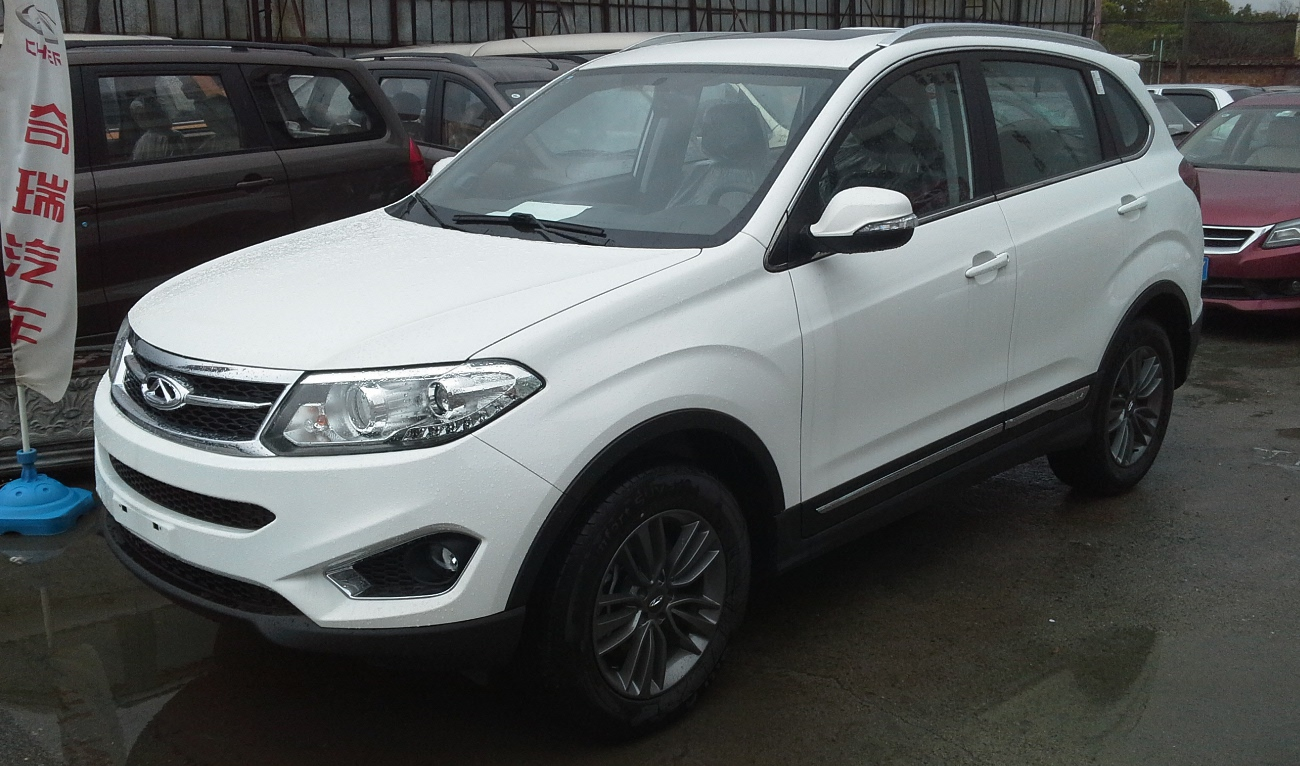
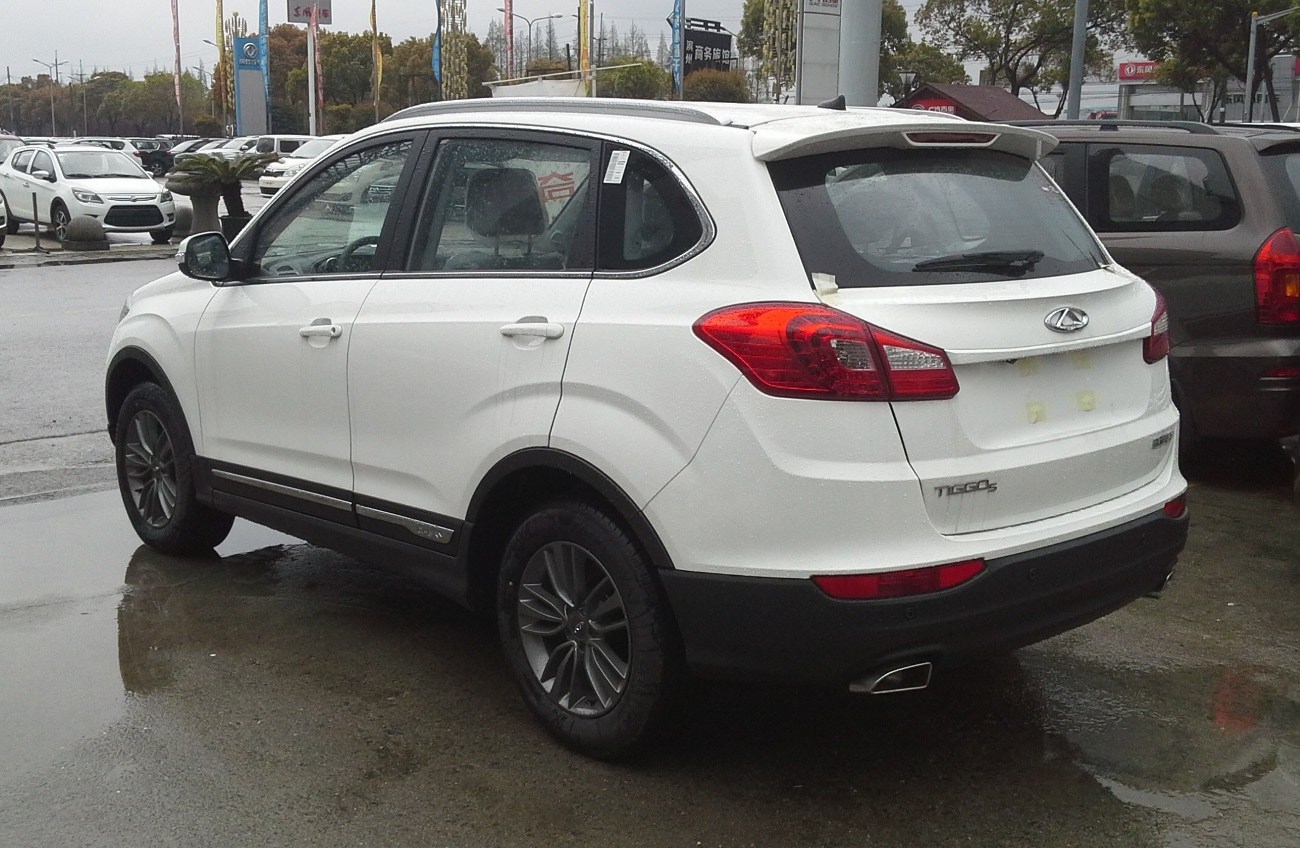